# 259 Dywizja Strzelecka (ZSRR)
259 Dywizja Strzelecka (ros. 259-я стрелковая дивизия) – związek taktyczny (dywizja) Armii Czerwonej.
Sformowana w 1941, w związku z niemiecką agresją na ZSRR. Broniła Leningradu. Przerzucona do Donbasu, wyzwalała Inhułeć i południową Ukrainę. Wojnę zakończyła w Bułgarii, tam rozwiązana.